# Nadpłytkowość samoistna
Nadpłytkowość samoistna (łac. thrombocytosis essentialis, ang. essential thrombocytosis) – choroba polegająca na patologicznym wzroście trombocytów zaliczana do zespołów mieloproliferacyjnych.

## Epidemiologia
Głównie u osób w wieku 50-60 lat bez zróżnicowania pod względem płci. Częstość zachorowań wynosi około 1:100 000/rok.

## Etiopatogeneza
Nadmierne płytkotworzenie (nawet 10-krotny wzrost) powodujące zwiększenie ilości i całkowitej masy megakariocytów. Powstałe płytki mają nieprawidłową budowę i zaburzoną funkcjonalność.

## Objawy
- zmiany zakrzepowe powodujące:
  - bóle i zawroty głowy
  - parestezje
  - przemijające niedowłady
  - zaburzenia wzrokowe
- napady padaczkowe
- zgorzel
- erytromelalgia

Zmiany zakrzepowe pojawiają się głównie w małych naczyniach, ale mogą także obejmować duże naczynia tętnicze i żylne.
- skaza krwotoczna
  - krwawienia w przewodu pokarmowego
  - krwawienia z dróg moczowych
  - krwawienia z nosa, dziąseł i do gałki ocznej
  - krwotoki mózgowe
  - powikłania krwotoczne po zabiegach chirurgicznych
- stany podgorączkowe
- chudnięcie
- zlewne poty
- świąd skóry
- splenomegalia
- niekiedy hepatomegalia

## Badania pomocnicze
- liczba trombocytów - zwykle w granicach 1 000 000/μl - 2 000 000/μl (1000-2000 G/l)
- w rozmazie krwi obwodowej:
  - skupienia płytek, płytki olbrzymie, fragmenty jąder megakariocytów
  - pojedyncze mielocyty, metamielocyty, eozynofilia, bazofilia
- zwiększona komórkowatość szpiku - hiperplazja megakariocytów o nieprawidłowym kształcie i funkcjonalności
- wydłużenie czasu krwawienia
- zaburzenia agregacji płytek
- skaza krwotoczna spowodowana nabytym zespołem von Willebranda - adsorpcja czynnika von Willebranda na płytkach i jego usuwanie z krążenia
- wzrost stężenia kwasu moczowego, LDH i poziomu witaminy B12 w surowicy
- pseudohiperkaliemia - uwalnianie in vitro potasu z płytek krwi
- pseudohipoksja - wywołana zużywaniem przez trombocyty tlenu

## Kryteria rozpoznania
| Lp. | Kryterium |
| --- | --- |
| 1   | liczba płytek krwi > 600 000/μl (600 G/l) stwierdzona dwukrotnie w odstępie miesiąca                              |
| 2   | wykluczenie nadpłytkowości wtórnej                                                                                |
| 3   | prawidłowa objętość masy erytrocytarnej (mężczyźni <36 ml/kg mc.; kobiety <32 ml/kg mc.)                          |
| 4   | brak włóknienia szpiku                                                                                            |
| 5   | nieobecność chromosomu Philadelphia lub fuzji genu BCR/ABL                                                        |
| 6   | splenomegalia |
| 7   | zwiększona komórkowatość szpiku z hiperplazją megakariocytów i obecnością agregatów megakariocytarnych            |
| 8   | wykluczenie niedoboru Fe (prawidłowa zawartość syderoblastów w szpiku i prawidłowe stężenie ferrytyny w surowicy) |
| 9   | u kobiet wykazanie klonalnego charakteru hematopoezy (analiza genów zawartych na chromosomie X)                   |
| 10  | obecność nieprawidłowych komórek prekursorowych ze zwiększoną wrażliwością na działanie interleukiny 3            |
| 11  | prawidłowe stężenie CRP i interleukiny 6                                                                          |

Rozpoznanie przesądza spełnienie kryteriów 1-5 + przynajmniej trzech spośród kryteriów 6-11.

### Rozpoznanie różnicowe
- nadpłytkowość wtórna - zwłaszcza w przebiegu chorób zapalnych i nowotworowych
- inne zespoły mieloproliferacyjne - czerwienica prawdziwa, przewlekła białaczka szpikowa, osteomieloskleroza
- zespoły mielodysplastyczne - głównie zespół 5q- i nabyta niedokrwistość syderoblastyczna

## Leczenie
- trombocytofereza - w stanach naglących
- Anagrelid (hamuje dojrzewanie megakariocytów), przy braku tolerancji tego leku - interferon α
- hydroksykarbamid - głównie u osób starszych
- busulfan, cyklofosfamid, CCNU, radioaktywny fosfor - ostrożnie, gdyż istnieje możliwość wystąpienia wtórnej białaczki
- kwas acetylosalicylowy lub tiklopidyna - w przypadku przebytych incydentów zakrzepowo-zatorowych, TIA lub erytromelalgii
- przetoczenie koncentratu płytek - w przypadku skazy krwotocznej
- DDAVP - przy nabytym zespole von Willebranda

## Rokowanie
10 lat przeżywa 64-80% chorych. U 3-10% rozwija się ostra białaczka. U 6% pojawia się zwłóknienie szpiku kostnego.